# Muntanyes Codru-Moma
Les muntanyes Codru-Moma (Munții Codru-Moma) formen part de les muntanyes Apuseni. Es troben específicament situats als comtats d'Arad i Bihor dins dels carpats romanesos occidentals de Crișana (Romania).